# Jutta Bauer
Jutta Bauer (Hamburgo, 1955) es una ilustradora y escritora alemana, especialmente conocida en su país por la ilustración de la serie Juli, escrita por Kirsten Boie, así como de algunas novelas de Christine Nöstlinger. Más recientemente ha cobrado fama con libros escritos e ilustrados por ella misma, como Madrechillona (Premio Nacional de Literatura Infantil de Alemania, 2001), Selma, La reina de los colores o El ángel del abuelo. En 2006 Anaya ha publicado otro libro ilustrado por ella, Así empezó todo, con textos de Jürg Schubiger y Franz Hohler.
En 2008, Tàndem edicions publicó otro libro ilustrado por Jutta Bauer "Por qué vivimos en las afueras de la ciudad" con textos de Peter Stamm. Existe también versión en catalán "Per què vivim als afores de la ciutat".
En 2010 ha sido galardonada con el Premio Hans Christian Andersen de ilustración.